# Sas Arzolas de Goi
Die fünf Domus de Janas der Nekropole von Sas Arzolas de Goi (drei sind zugänglich) liegen in dem steilen Trachythügel, wenige hundert Meter von Nughedu Santa Vittoria in der Provinz Oristano auf Sardinien, mit Blick auf den See Lago Omodeo. 
Die pränuragische Nekropole stammt aus der Ozieri-Kultur (3200–2800 v. Chr.) und war bis ins Äneolithikum (2400–1800 v. Chr.) in Gebrauch. Die vielzelligen Domus mit Vorraum, Haupt- und Nebenkammern bewahren prähistorische künstlerische Reliefs mit Darstellung der neolithischen Gottheiten. Vier Hypogäen sind am Hang gruppiert, das fünfte liegt etwa 20,0 Meter entfernt an der Vorderseite eines Felsens. 
Am Eingang und auf einer Säule von Grab I sind Stierköpfe mit Ohren und Hörnern als Relief eingeschnitten. Die Hörner am Eingang sind konvex gewölbt und haben eine Breite von 0,54 m. Das Domus besteht aus einer Vorkammer, in der sich Spuren roter Farbe finden. Auf der rechten Seite des Zugangs zur Hauptkammer steht eine geschnitzte Säule. In der Hauptkammer befinden sich eine weitere Säule, im unteren Teil ein Gesims und im oberen Teil einige Stierdarstellungen (Taurin-Protome). Die Hörner haben eine Breite von 0,48 m und sind als Flachrelief geschnitten. 
Das Grab II hat eine Längsausrichtung, bestehend aus einer Vorkammer und zwei Kammern mit Nebenkammern. Hier sind die Spuren roter Farbe intensiver. In der Mitte des Bodens der vorderen Kammer befindet sich ein Herd. Der Zugang zur zweiten Kammer ist mit einem Rahmen versehen. Die Kammer hat gerade, mit roter Farbe geschmückte Wände und das aus dem Fels gearbeitete, bretter-imitierende Hüttendach. Die Wände sind rot, und Halbsäulen umgeben die Scheinfenster ohne Farbe. Darüber hinaus sind Kreuze sichtbar, die aus unbekannter Zeit stammen. Auf der linken Wand liegt die Zugangstür zu einer anderen kleinen Kammer.
Die Kammern in Grab III sind rechteckig.  Die Vorkammer hat eine an den drei Seiten durch Rillen gerahmte Tür in der Rückwand.
Die große, rechteckige, breitgestellte Grabkammer hat drei etwa 20 Zentimeter hohe (ähnlich wie in Çatalhöyük als Betten verstandene) Podeste in Körpergröße. Eines liegt rechts, zwei an der Rückwand. Von den „Betten“ hat das linke eine vertiefte Stufe. 
Die Gräber IV und V sind von der Straße aus sichtbar, aber unzugänglich und liegen etwa 14 m entfernt im Südosten. Grab V ist interessant, weil es unterhalb des Eingangs in den Fels gehauene Stufen zeigt.

Sas Arzolas de Goi
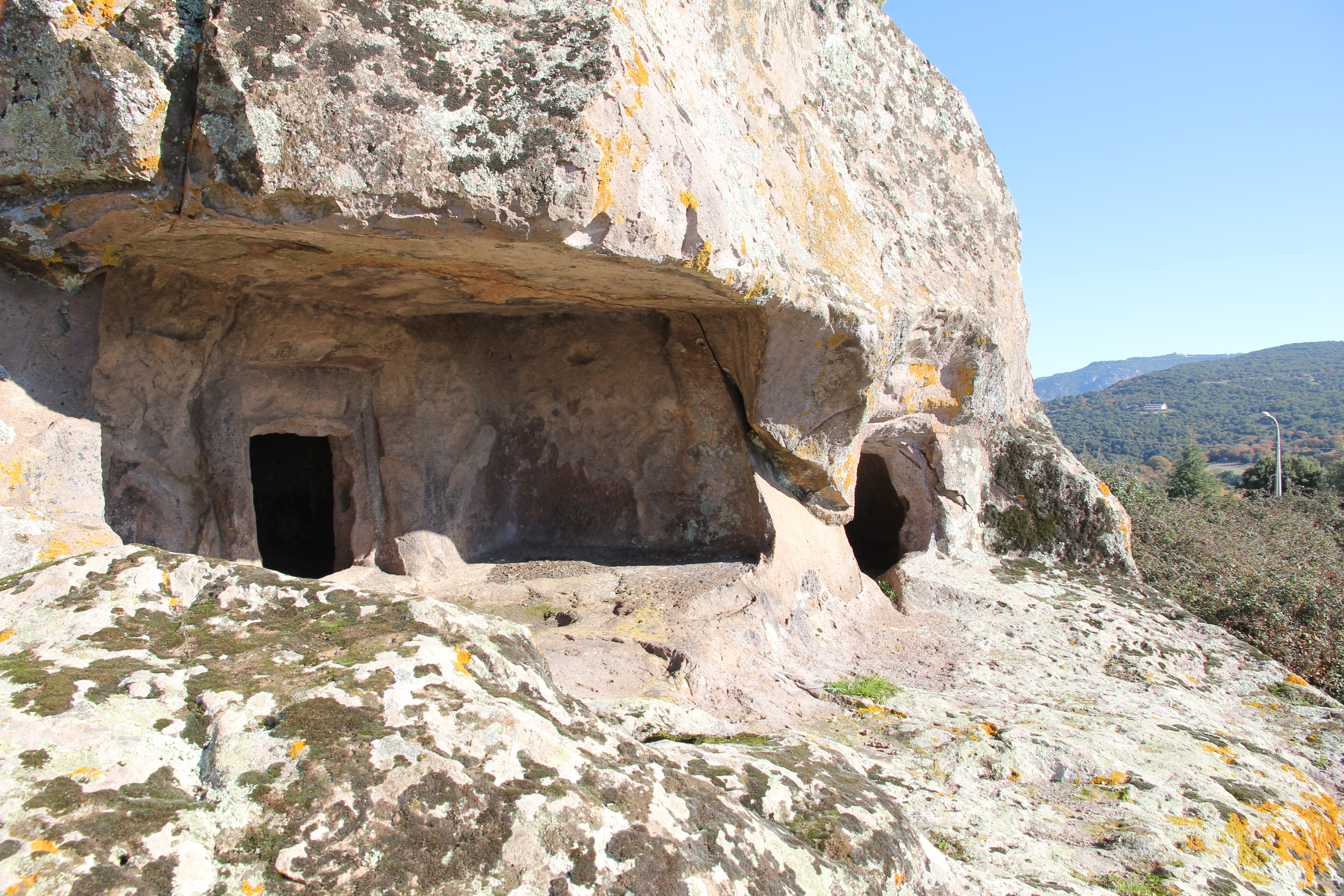
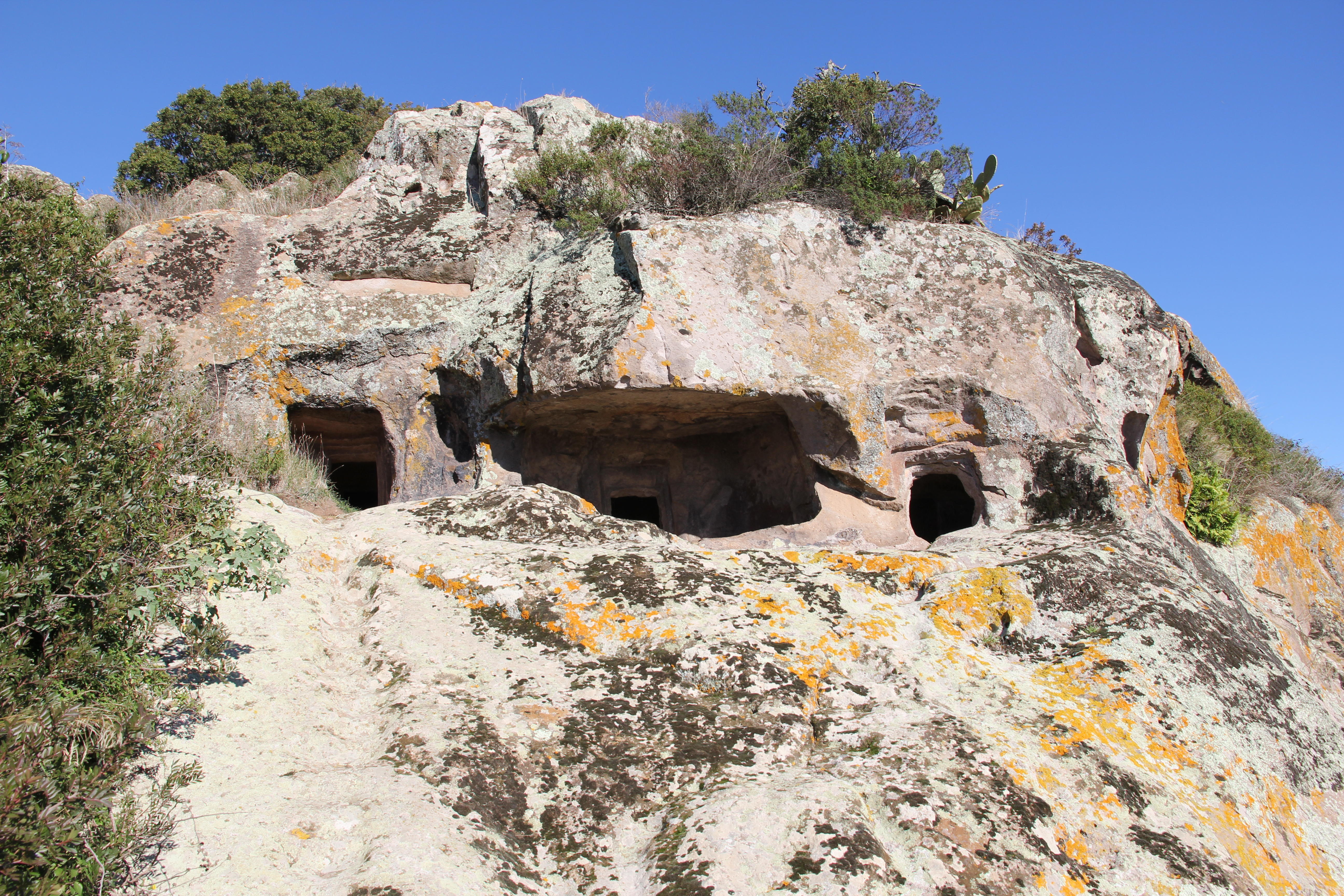
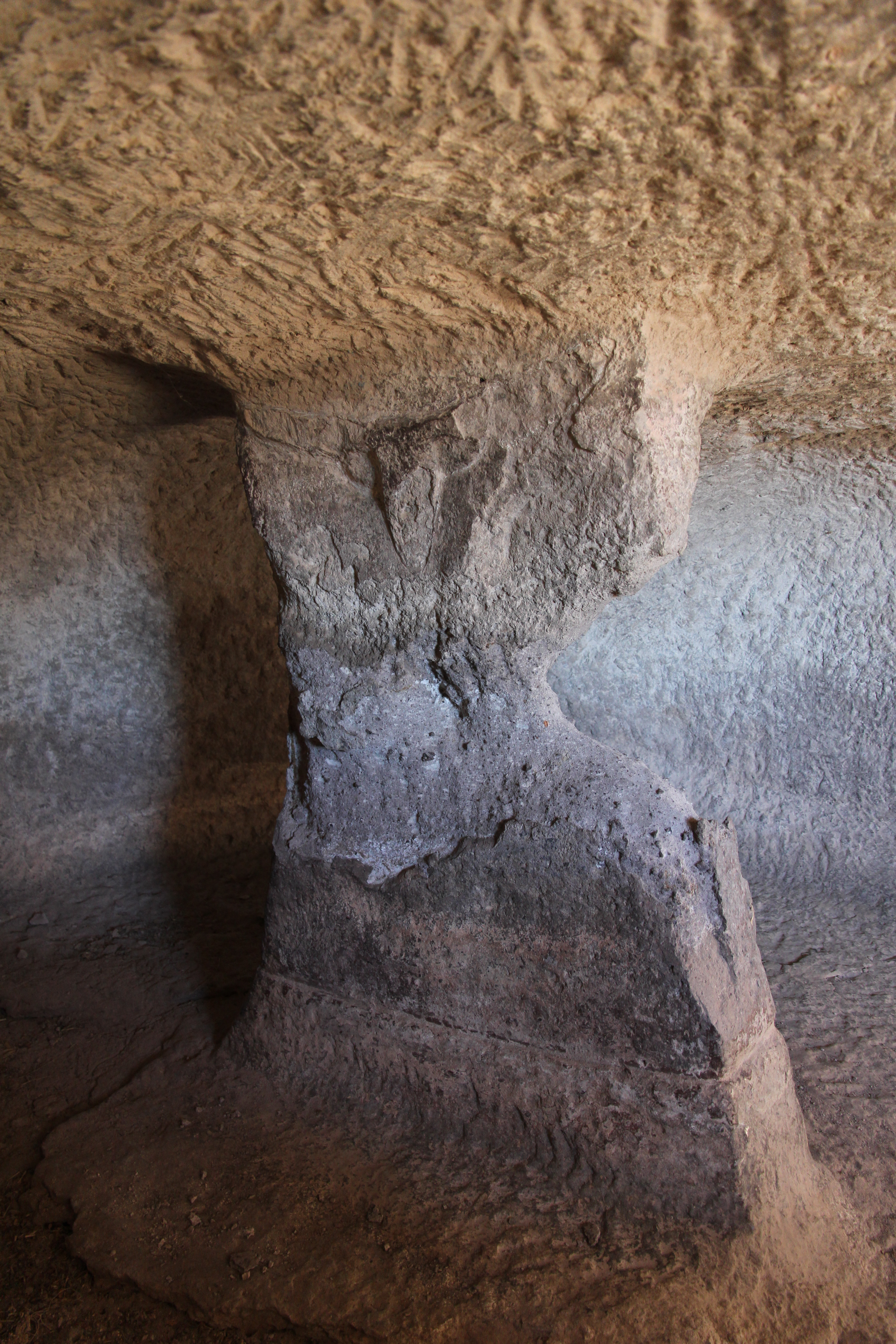
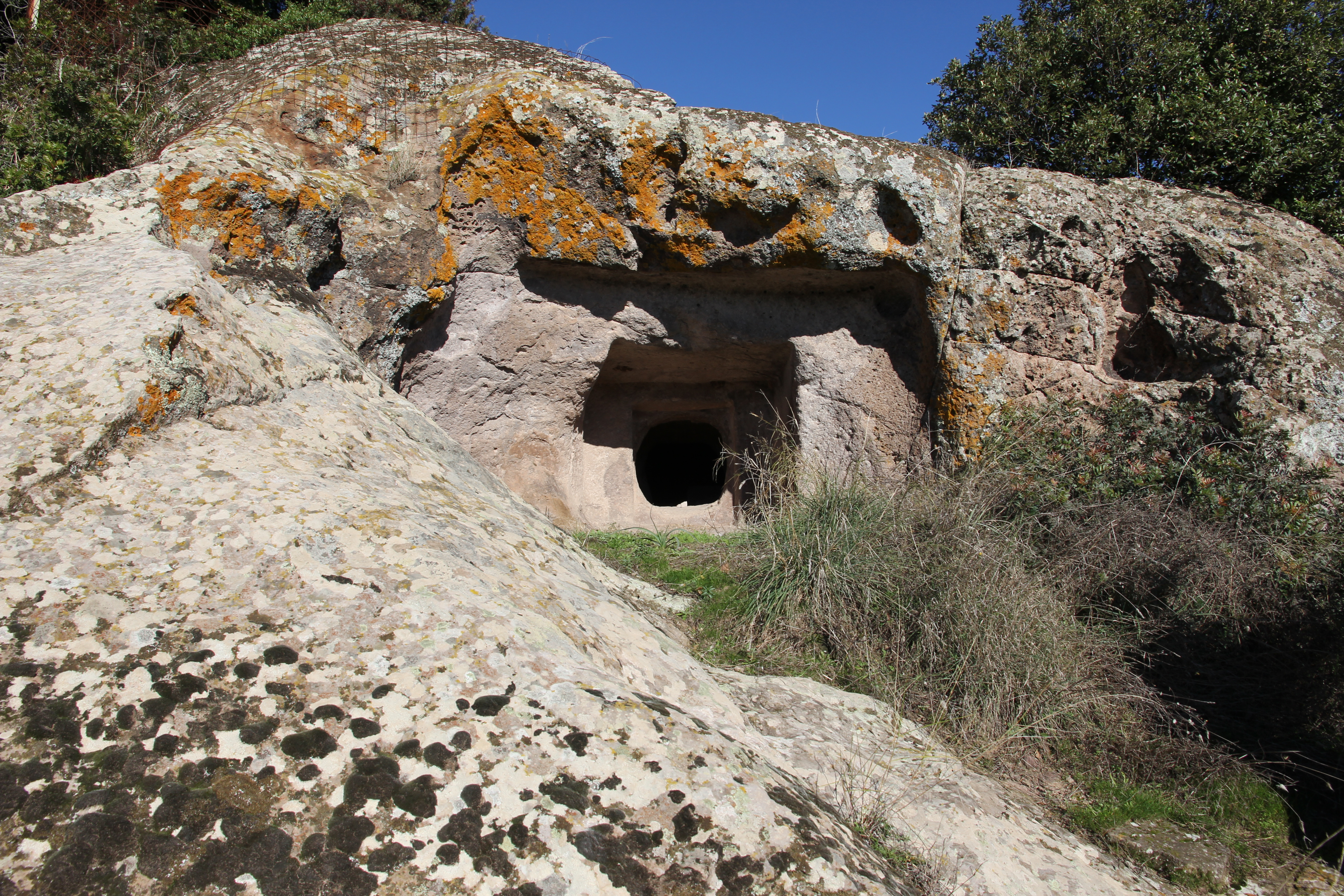